# 第94屆國家評論協會獎
第94屆國家評論協會獎（英語：The 94th National Board of Review Awards）旨在表揚2022年優秀的電影作品，於2022年12月8日宣布得獎名單，2023年1月8日在西普里亞尼42號街舉行典禮。
《伊尼舍林的女妖》獲得最佳男主角、最佳男配角與最佳原創劇本三項獎座；《捍衛戰士：獨行俠》、《法貝爾曼》與《鋒迴路轉：抽絲剝繭》均獲得2項獎座。

## 得獎名單

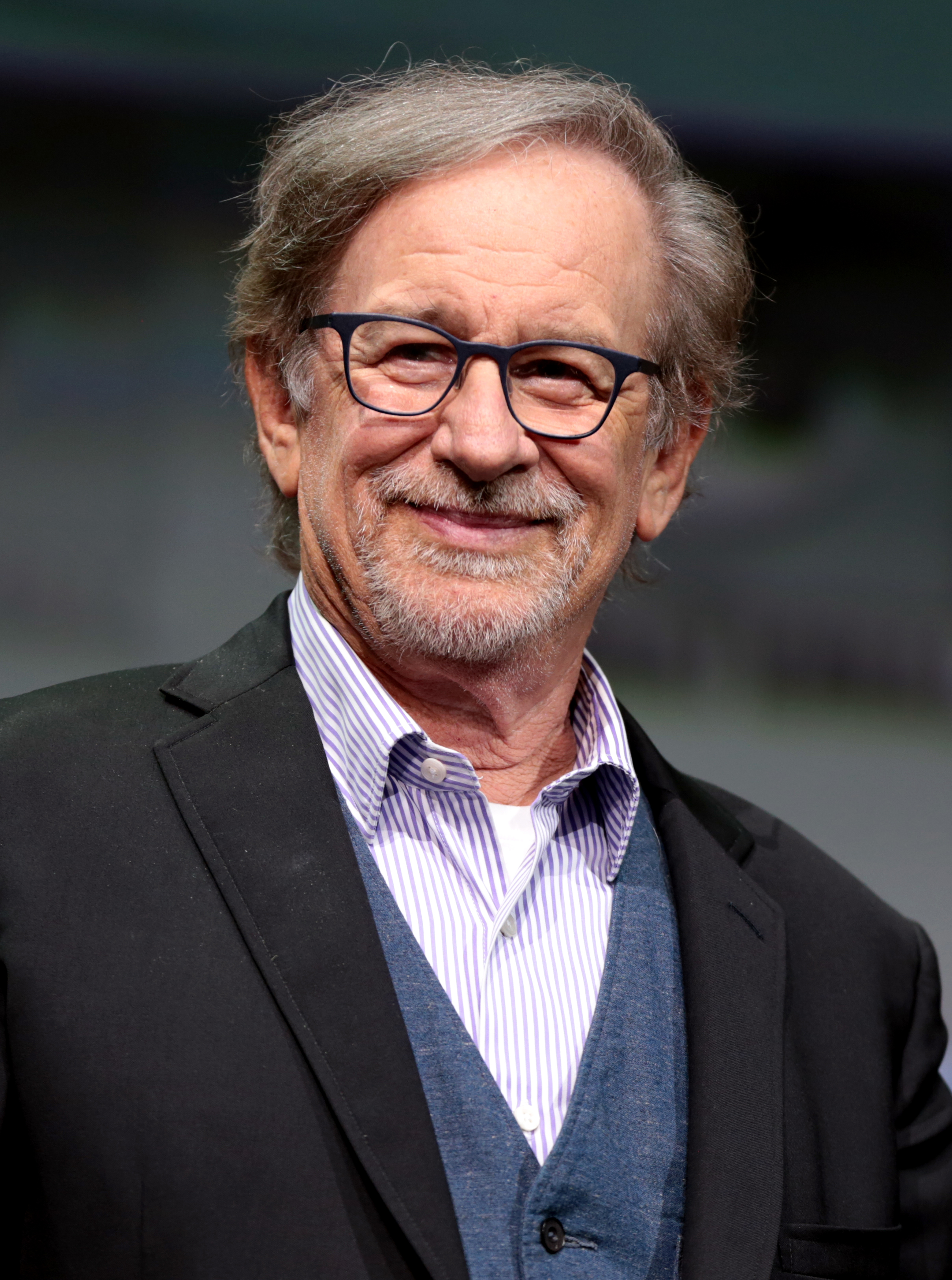
最佳導演：斯蒂芬·斯皮尔伯格

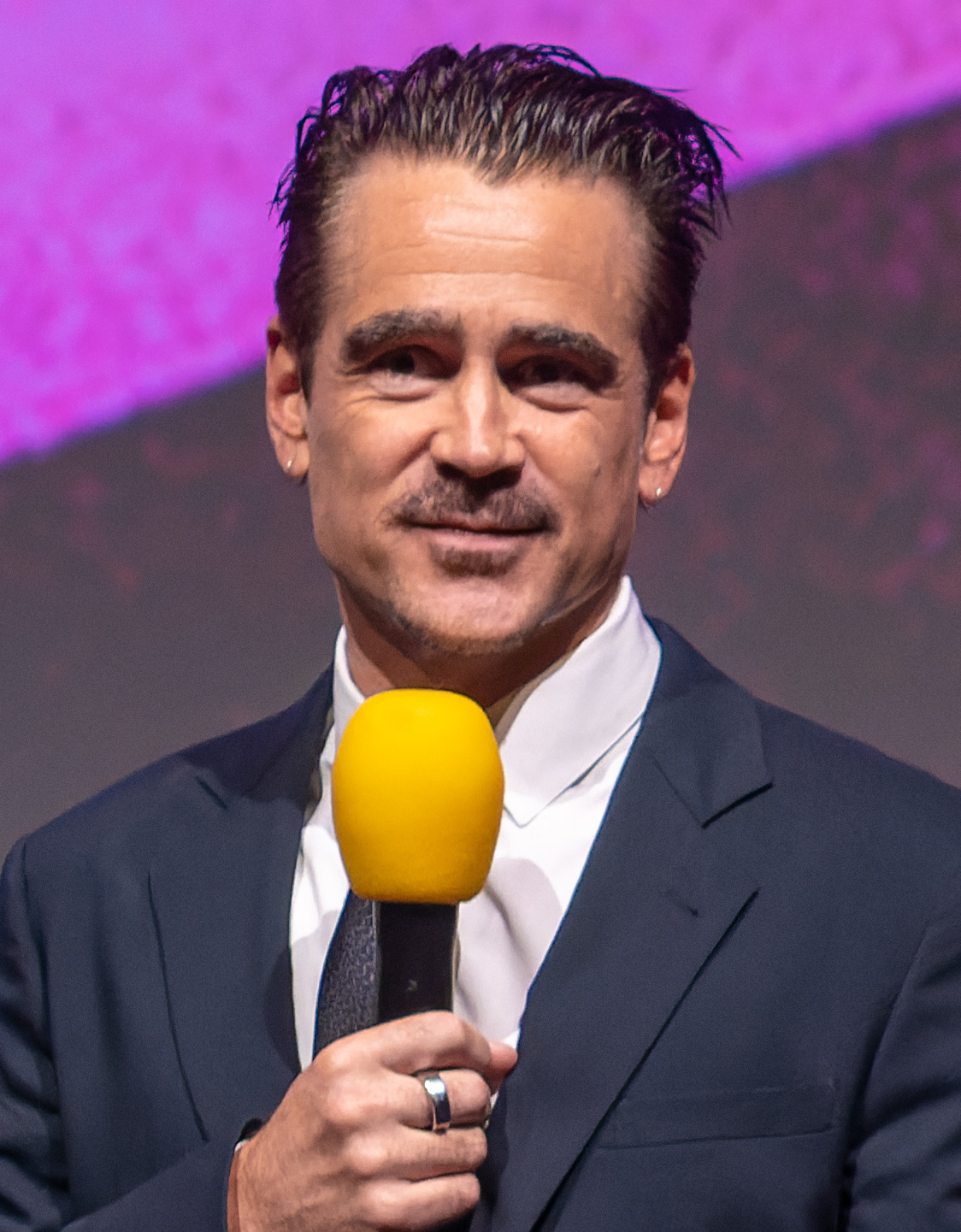
最佳男主角：科林·法雷尔

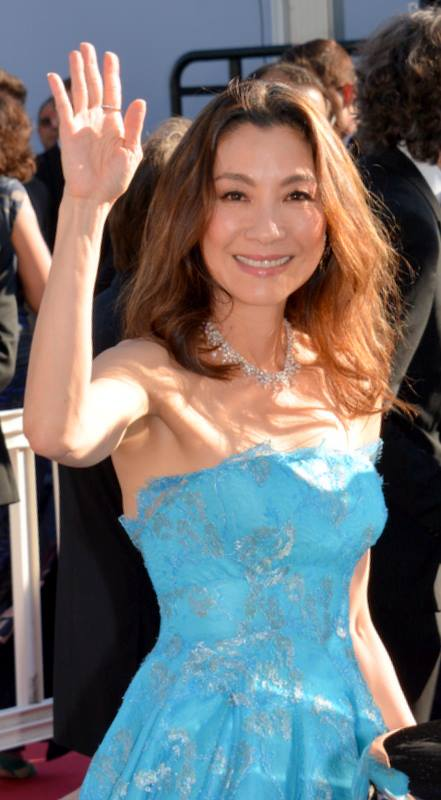
最佳女主角：楊紫瓊

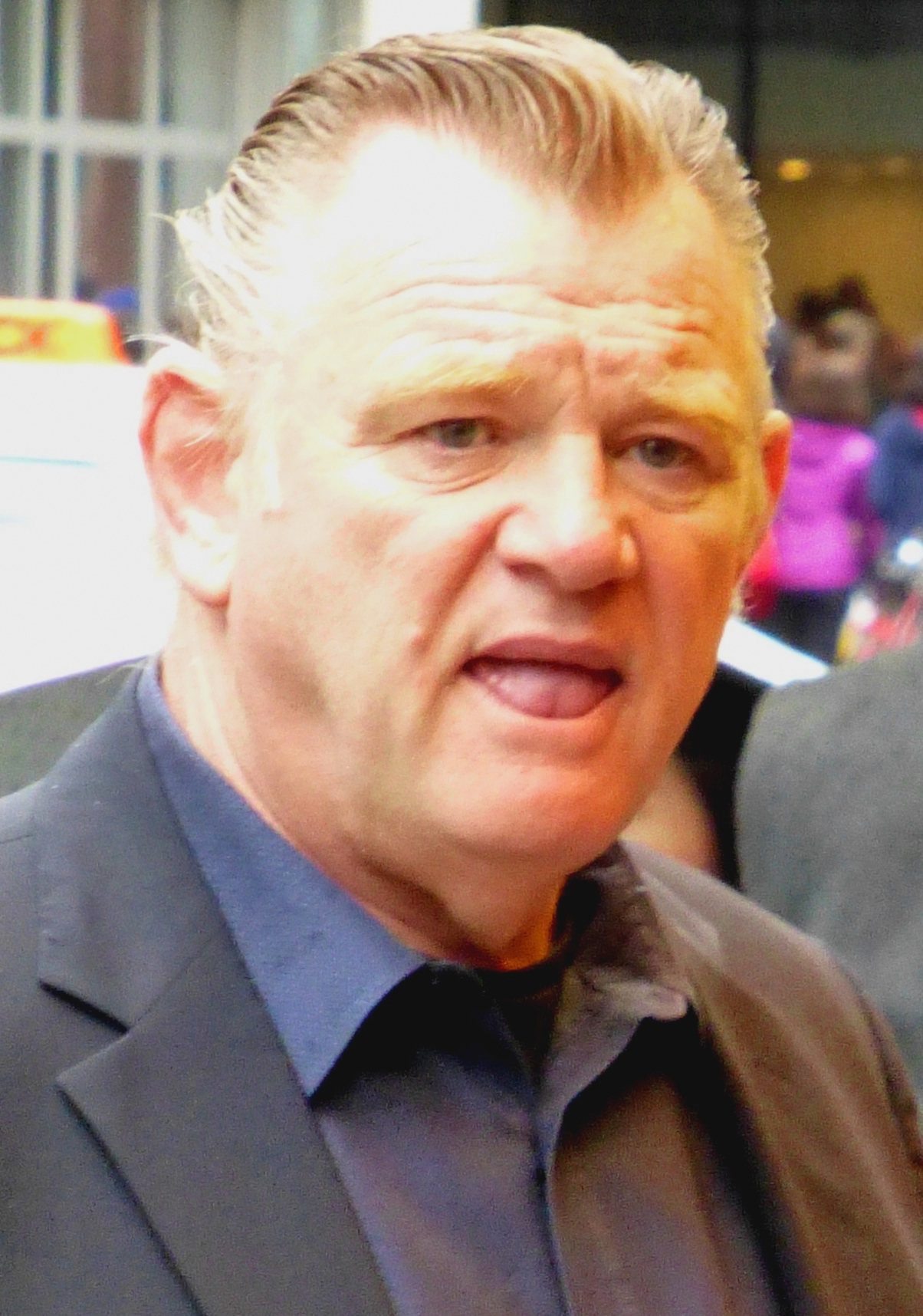
最佳男配角：布蘭頓·葛利森

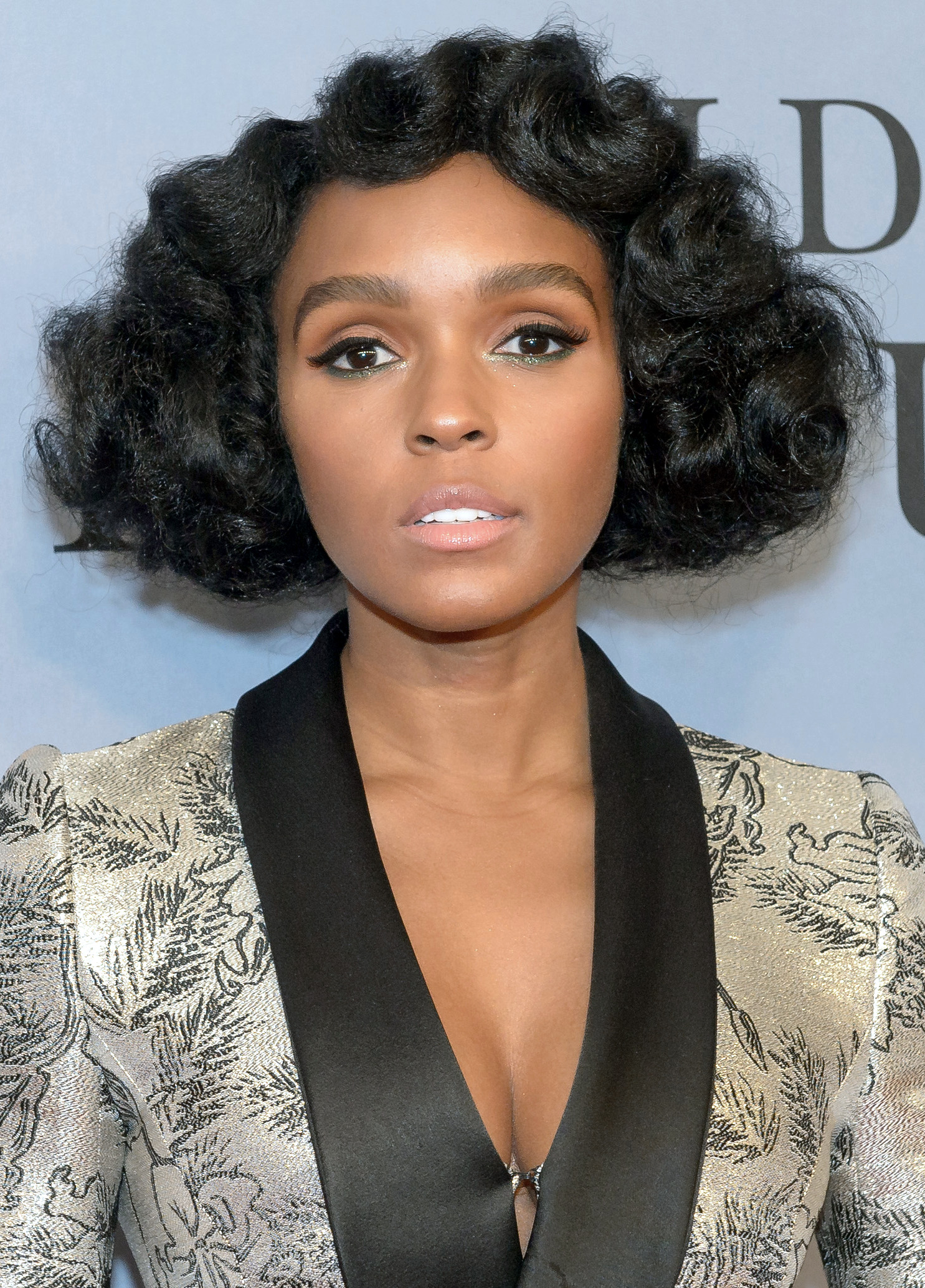
最佳女配角：贾奈尔·梦内

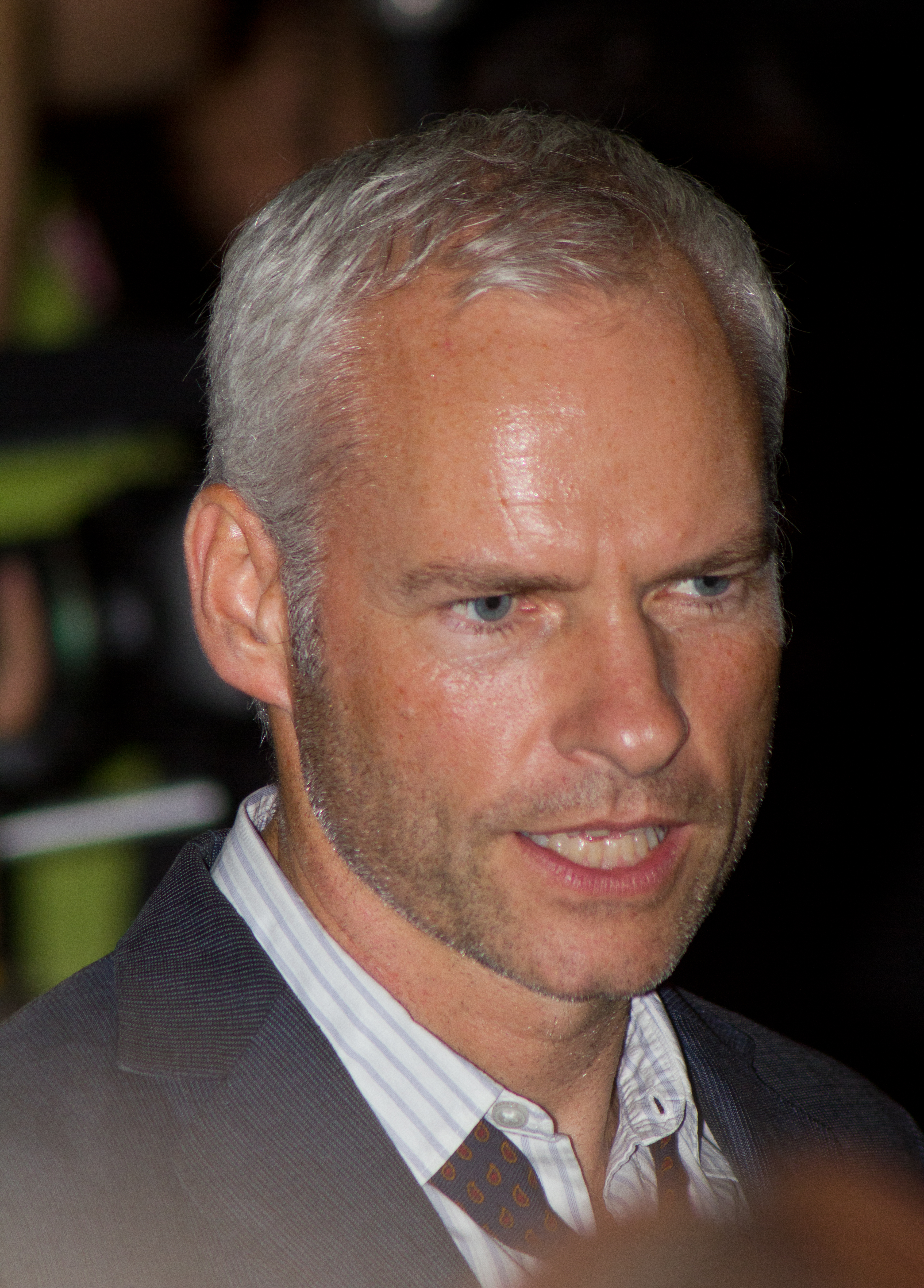
最佳原創劇本：馬丁·麥多納

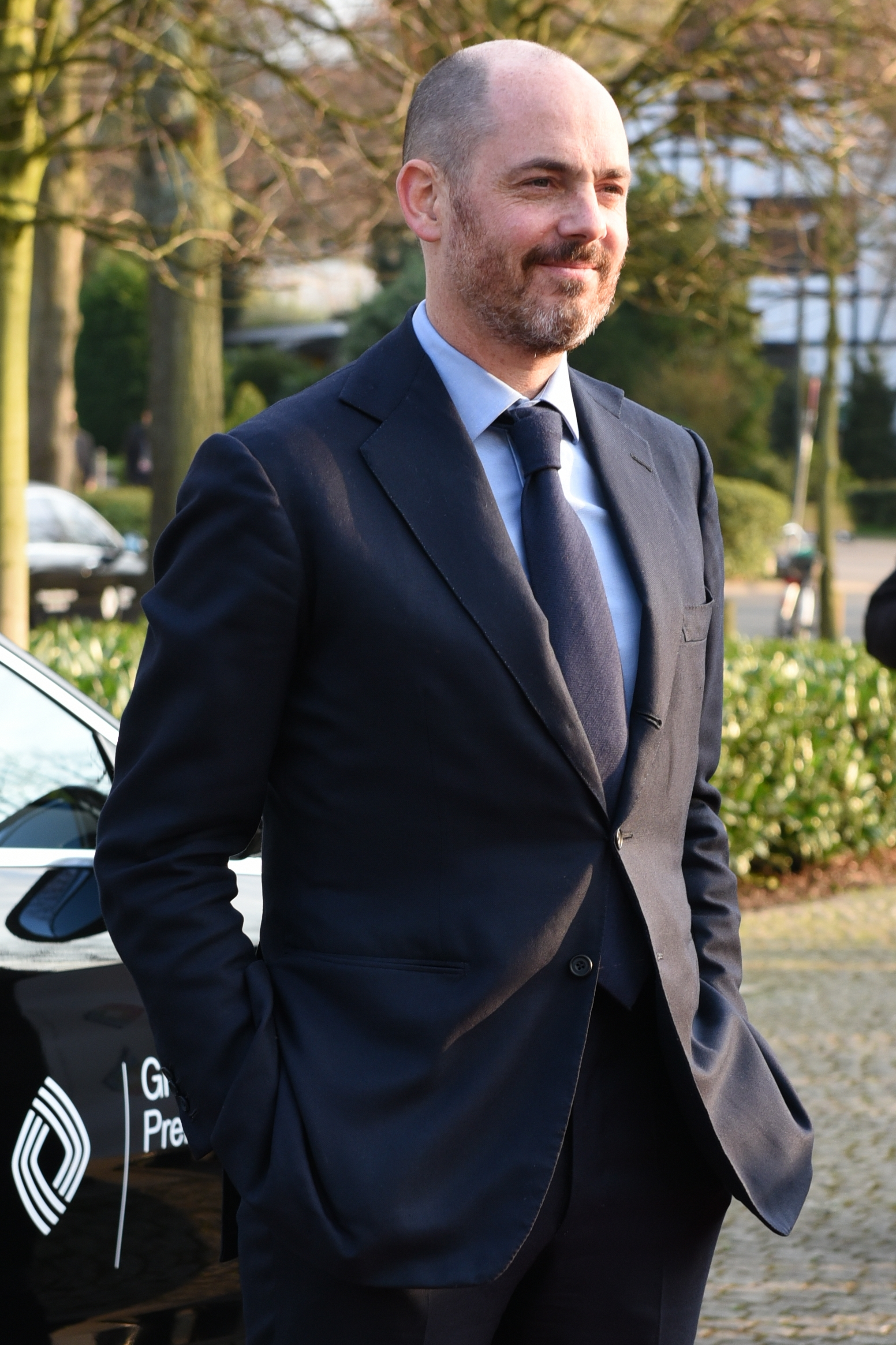
最佳改編劇本：愛德華·伯格

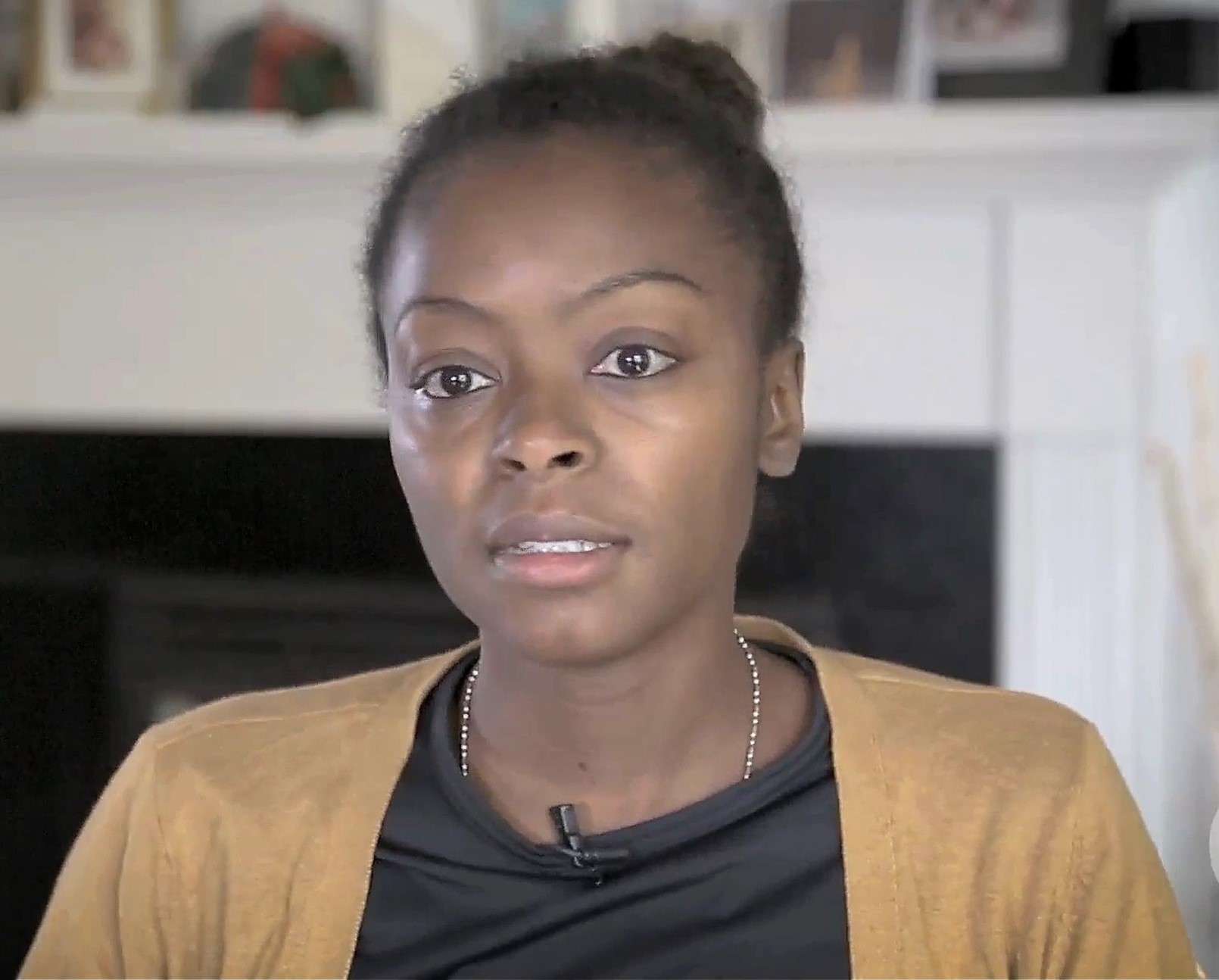
突破表現：丹妮爾·戴德維勒

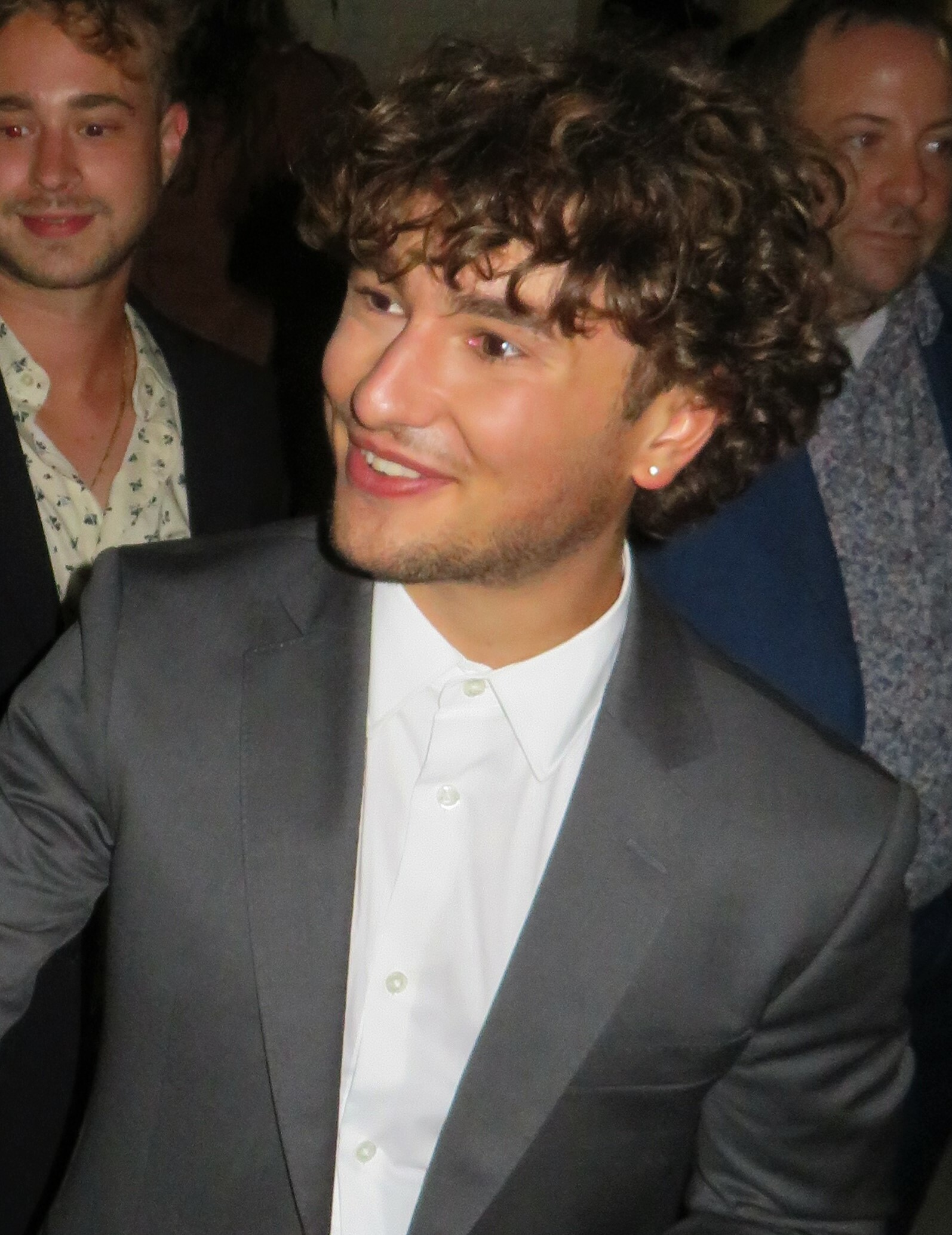
突破表現：蓋布瑞·拉貝爾

- 最佳電影

《捍衛戰士：獨行俠》
- 最佳導演（英语：National Board of Review Award for Best Director）

《法貝爾曼》斯蒂芬·斯皮尔伯格
- 最佳男主角（英语：National Board of Review Award for Best Actor）

《伊尼舍林的女妖》科林·法雷尔
- 最佳女主角（英语：National Board of Review Award for Best Actress）

《媽的多重宇宙》楊紫瓊
- 最佳男配角（英语：National Board of Review Award for Best Supporting Actor）

《伊尼舍林的女妖》布蘭頓·葛利森
- 最佳女配角（英语：National Board of Review Award for Best Supporting Actress）

《鋒迴路轉：抽絲剝繭》贾奈尔·梦内
- 最佳原創劇本（英语：National Board of Review Award for Best Original Screenplay）

《伊尼舍林的女妖》馬丁·麥多納
- 最佳改編劇本（英语：National Board of Review Award for Best Adapted Screenplay）

《西線無戰事》愛德華·伯格、萊絲莉·派特森（Lesley Paterson）、伊恩·史托克爾（Ian Stokell）
- 突破表現（英语：National Board of Review Award for Breakthrough Performance）

《提爾：純真之死》丹妮爾·戴德維勒
《法貝爾曼》蓋布瑞·拉貝爾
- 最佳首次執導（英语：National Board of Review Award for Best Directorial Debut）

《日麗》夏洛特·威爾斯
- 最佳動畫劇情片（英语：National Board of Review Award for Best Animated Film）

《迷你網紅實貝秀》
- 最佳國際電影

《親密》
- 最佳紀錄片（英语：National Board of Review Award for Best Documentary Film）

《老勞勃·道尼：自成一格》
- 最佳整體演出（英语：National Board of Review Award for Best Cast）

《沒有聲音的女人們》
- 傑出攝影成就

《捍衛戰士：獨行俠》克勞迪奧·米蘭達
- 言論自由獎（英语：NBR Freedom of Expression）

《美人们与流血事件》
《1985年阿根廷》

## 十大電影
- 《日麗》
- 《阿凡達：水之道》
- 《伊尼舍林的女妖》
- 《媽的多重宇宙》
- 《法貝爾曼》
- 《鋒迴路轉：抽絲剝繭》
- 《RRR》
- 《提爾：純真之死（英语：Till (film)）》
- 《女王》
- 《沒有聲音的女人們》

## 五大國際電影
- 《西線無戰事》
- 《1985年阿根廷》
- 《分手的決心》
- 《如果驢知道》
- 《聖奧梅爾殺嬰案（英语：Saint Omer (film)）》

## 五大紀錄片
- 《美人们与流血事件》
- 《在牠們的凝視之間（英语：All That Breathes）》
- 《後裔：最後的奴隸船（英语：Descendant (2022 film)）》
- 《翻開每一頁（英语：Turn Every Page）》
- 《野貓》（Wildcat）

## 十大獨立電影
- 《世界末日》
- 《罪犯艾米麗（英语：Emily the Criminal）》
- 《永恆的女兒（英语：The Eternal Daughter）》
- 《漫畫家趣路（英语：Funny Pages (film)）》
- 《檢驗任務（英语：The Inspection）》
- 《倫敦生之慾》
- 《等一首情歌（英语：A Love Song (film)）》
- 《保姆（英语：Nanny (film)）》
- 《禁食疑案（英语：The Wonder (film)）》
- 《致蕾絲莉》

## 外部連結
- 官方网站（英文）